# Disney’s The Little Mermaid
The Little Mermaid — компьютерная игра, выпущенная в 1991 году по мотивам одноименного мультфильма студии Disney для приставок NES и Game Boy.

## Сюжет
По сюжету игры, Ариэль уже встретилась с Эриком, и они собираются пожениться. Но злая ведьма Урсула строит коварные планы по захвату власти в море, и тогда Ариэль вынуждена вновь стать русалкой, чтобы спасти свой родной дом от колдуньи.

## Геймплей
Игрок управляет русалочкой Ариэль — она плавает, перемещаясь по экрану в четырёх направлениях — вверх, вниз, влево, вправо. В качестве оружия используются небольшие рыбы, которых Ариэль должна запузырить с помощью хвоста. Когда такой пузырь попадёт в руки героини, его можно метать в других врагов. Будьте внимательны — пузырь со временем лопается, и враг вырывается наружу. Также Ариэль может подбирать ракушки и использовать их в качестве оружия.
Чтобы получить некоторые бонусы, нужно тем же способом открывать различные сундуки, находящиеся на морском дне, а также роясь в песке. Во многих ложбинках спрятаны сердечки, пополняющие энергию игрока. Тем же способом игрок может передвигать бочки, с помощью которых можно сбить персонажей или получить бонусы.

## Уровни
1. Коралловое море (англ. Sea of Coral). Босс — акула
2. Затонувший корабль (англ. Sunken Ship). Боссы — морские угри Урсулы
3. Ледовое море (англ. Sea Of Ice). Босс — Морж
4. Подводный вулкан (англ. Undersea Volcano). Босс — Бойцовская рыба
5. Замок Урсулы (англ. Ursula's Castle). Босс — Урсула
6. Финальный уровень (англ. Final Stage). Босс — Гигантская Урсула

## Музыка
В заставке игры звучит мелодия «Under The Sea». В каждом уровне и между ними звучат оригинальные мелодии.